# Deaf Gods of Babylon
Deaf Gods of Babylon è il primo album in studio dei Lord Tracy, pubblicato nel 1989 per l'etichetta discografica UNI Records.

## Tracce
*Tutte le tracce sono state composta da Craig, Glaze, Rusidoff, Wolfe.
1. Out With The Boys
2. East Coast Rose
3. She's A Bitch
4. Barney's Wank
5. Whatchdoin'
6. Chosen Ones
7. In Your Eyes
8. Rats Motel
9. Foolish Love
10. She Man Blues
11. King of the Nighttime Cowboys
12. 3HC
13. Submission
14. Pirahna
15. Ivory Lover

## Singoli
- 1989 - Out With The Boys
- 1990 - Foolish Love

## Formazione
- Terry Glaze - voce, chitarra
- Jimmy Rusidoff - chitarra solista
- Kinley Wolfe - basso
- Chris Craig - batteria

### Altri musicisti
- Al Kooper - piano, tastiere[2]